# ボクド

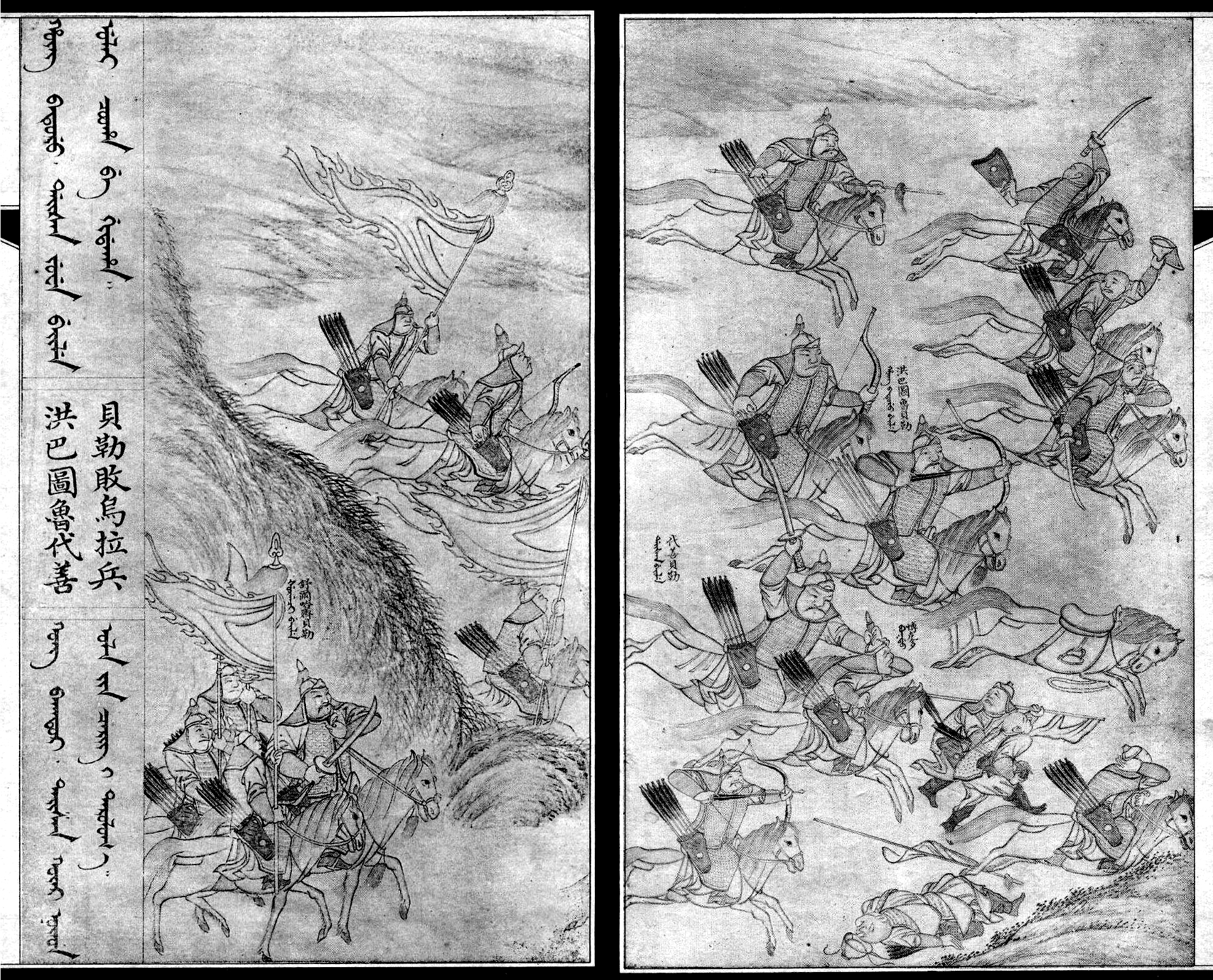
右下：逃げるボクド^{(右)}とボクドの兜を掴み首級を挙げようとするダイシャン^{(左)} (『滿洲實錄』巻3「洪巴圖魯代善貝勒敗烏拉兵」)

ボクド (満文：ᠪᠣᡴᡩᠣ, 転写：bokdo, 漢文：博克多、布克敦) は、ウラナラ氏女真族。
初代ウラ国主ブヤンの子。

甥ブジャンタイの第三代国主即位を輔けたことで重用され、李氏朝鮮領内で発生した満洲国マンジュ･グルンとの戦役では主帥として兵を率いたが、ヌルハチ次子・代善ダイシャンの手にかかり、子ともども陣没した。

## 親・兄弟
諸史料・諸文献に拠れば、ボクドが初代ウラ国主・ブヤンの子であることは間違いなさそうである。しかしながら、史料・文献に因って「子」とのみ記載のあるもの、次子と記載のあるもの、嫡出の六子と記載のあるもの、或いは記載が見当たらないもの（『八旗滿洲氏族通譜』）など、その兄弟の序列は判然としない。吉林師範大学教授・趙東昇氏は第二代国主ブガンの同母弟としている。

## 子孫
- 子名不詳：李朝の烏碣岩で陣没。
- 女名不詳：ホン･タイジ福晋。

## 参照元・脚註
1. ↑   乌拉国简史. 中共永吉县委史办公室. p. 141
2. ↑  “丁未歲段69”. 滿洲實錄. 3
3. ↑  “丁未歲1月1日段372”. 太祖高皇帝實錄. 3
4. ↑  “布佔泰”. 清史稿. 223. "……布顏子二：布干、博克多。布顏死，布干嗣為部長。布干子二：滿泰、布佔泰。布干死，滿泰嗣為部長。……"
5. ↑  “吉林”. 欽定盛京通志. 未詳. "烏拉之先以呼倫為國號姓納喇其始祖名納齊布禄四傳至都勒喜生子二長克什訥都督次古對珠顏古對珠顏生泰蘭泰蘭生布延布延收服附近諸部築城於烏拉河岸洪尼地國號烏拉衆稱為貝勒生二子長布罕次博克多"
6. 1 2  “扈伦四部世系匡谬”. 满族研究:  232.

## 文献

### 清實錄
- 覚羅氏勒德洪『太祖高皇帝實錄』崇徳元年1636 (漢)

### 四庫全書
- 愛新覚羅氏弘昼, 西林覚羅氏鄂尔泰, 富察氏福敏, 徐元夢『八旗滿洲氏族通譜』四庫全書, 乾隆9年1744 (漢) ＊Harvard Univ. Lib.所蔵版
  - ᠵᠠᡴᡡᠨ ᡤᡡᠰᠠᡳ ᠮᠠᠨᠵᡠᠰᠠᡳ ᠮᡠᡴᡡᠨ ᡥᠠᠯᠠ ᠪᡝ ᡠᡥᡝᡵᡳ ᡝᠵᡝᡥᡝ ᠪᡳᡨᡥᡝ (Jakūn gūsai Manjusai mukūn hala be uheri ejehe bithe) 乾隆10年1745 (満)
- 編者不詳『滿洲實錄』乾隆46年1781 (漢)
  - 『ᠮᠠᠨᠵᡠ ᡳ ᠶᠠᡵᡤᡳᠶᠠᠨ ᡴᠣᠣᠯᡳmanju i yargiyan kooli』乾隆46年1781 (満) ＊今西春秋版
- 章佳氏阿桂『欽定盛京通志 (増補本)』四庫全書, 乾隆49年1784 (漢) ＊Wikisource
- 趙爾巽『清史稿』清史館, 民国17年1928 (漢) ＊中華書局版

### 研究書
- 『满族研究』遼寧省民族硏究所 1991, 第4期, 趙東昇「扈伦四部世系匡谬」(中)
- 趙東昇, 宋占栄『乌拉国简史』中共永吉県委史弁公室 1992 (中)